# Ersa (mitologia grega)
En la mitologia grega, Ersa (en grec antic: Ἕρσα "rosada"), com el seu nom indica, era la deessa de la rosada i la seva humitat alimentava a les plantes del terra, que canviava segons el poder de la Lluna.

Un fragment del poeta líric Alcman deia que era filla de Zeus i Selene o Eos. Era germana de Pàndia i Nemea. Plutarc deia:
Observem que això passa també a l'aire: cau la rosada especialment a la lluna plena quan es fon, com diu el poeta líric Alcman en algun lloc quan parla de manera enigmàtica de la rosada com a filla de l'aire i la lluna: tals coses són nodrides per Rosada, filla de Zeus i Selene.
S'ha de parar atenció i no confondre-la amb Herse, una heroïna filla del rei Cècrops, adorada pels atenesos.
A altres versions, a la filla de Zeus amb Selene se l'anomena Pàndia o Nemea, si és que aquests noms no fan referència a altres versions del mateix personatge dins de la mitologia grega.